# 地区センター駅

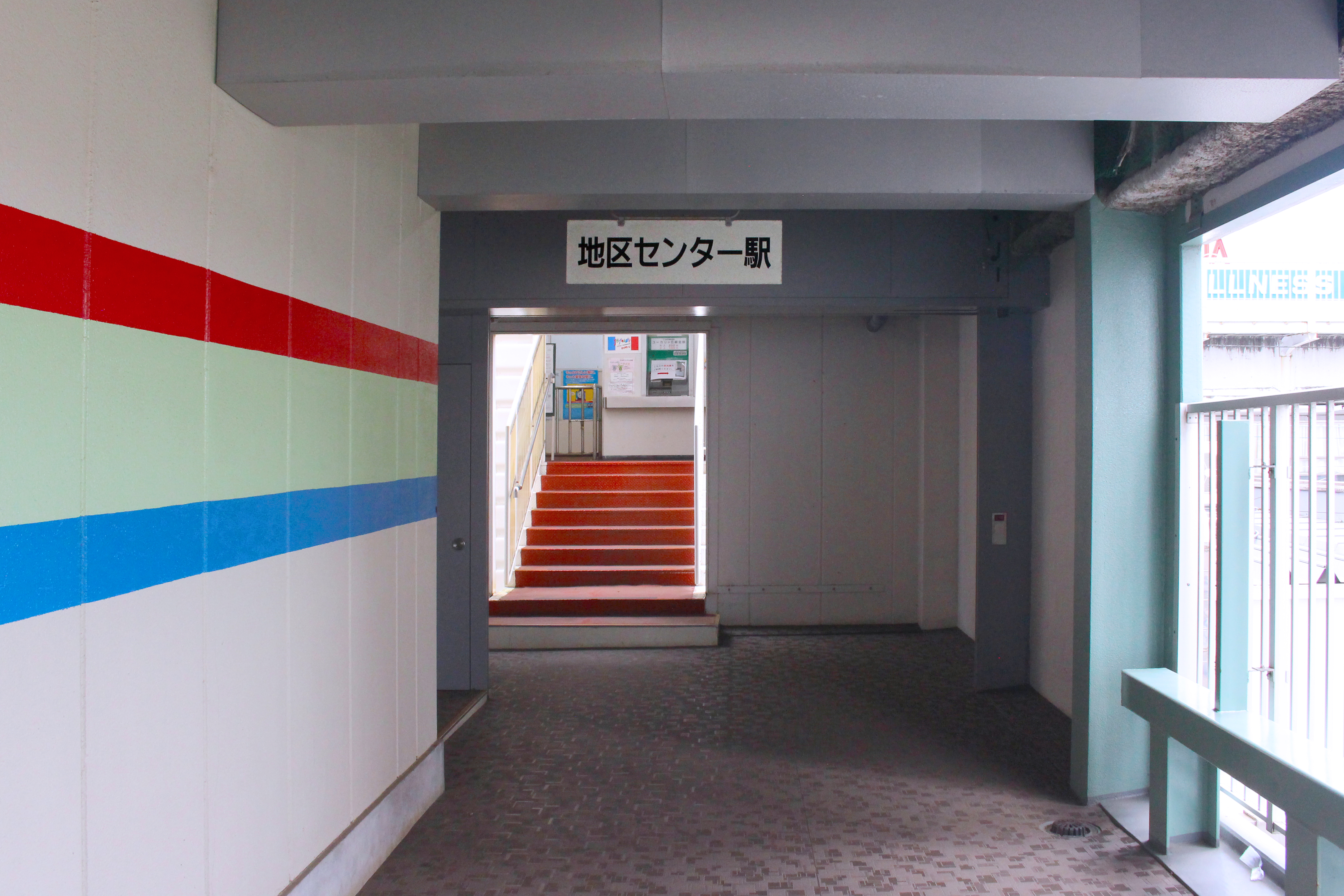
ワイパークスカイプラザ・モール側出入口（2024年7月）

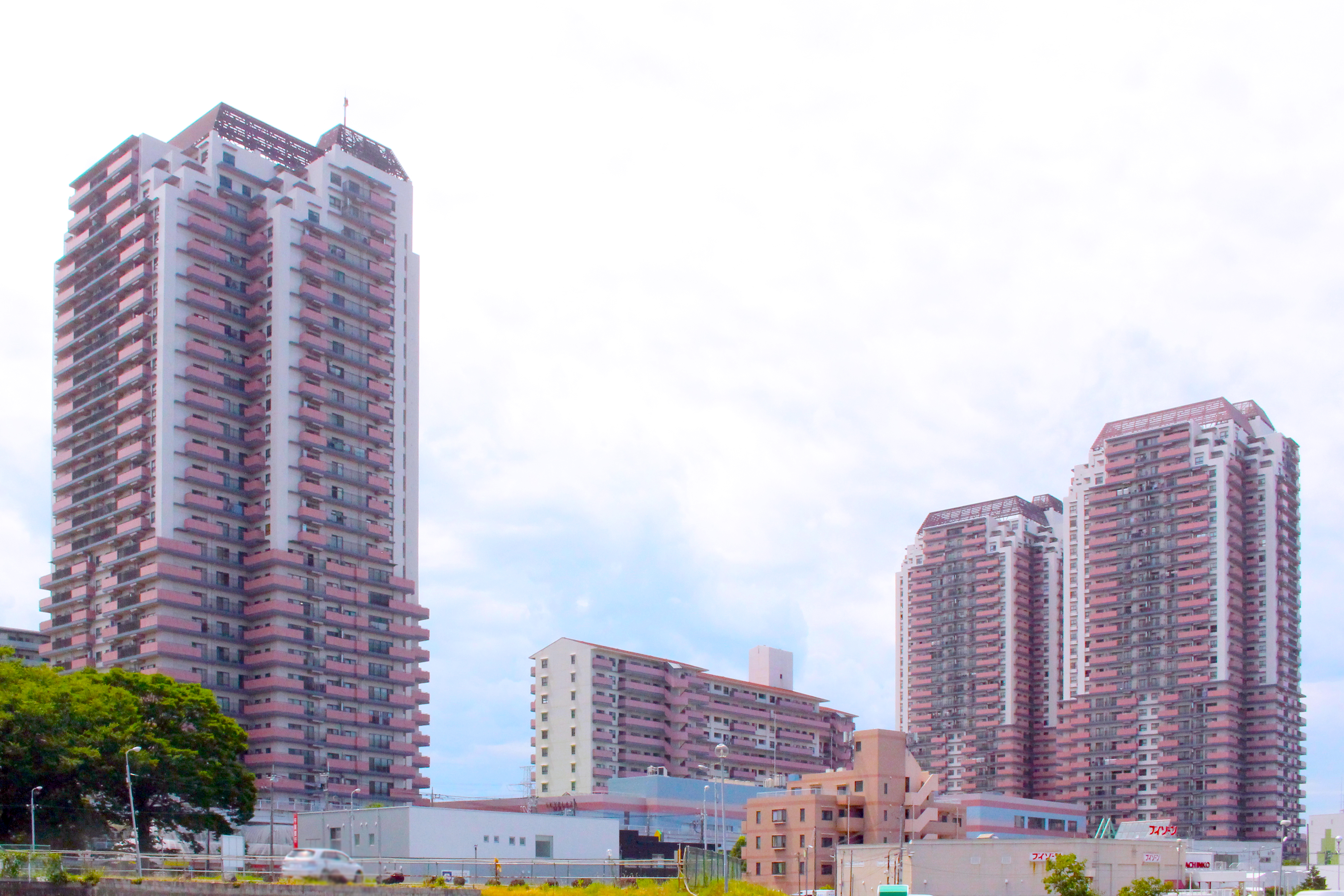
スカイプラザユーカリが丘の超高層マンション群 ※ワイパークスカイプラザ・モールを介し接続

地区センター駅（ちくセンターえき）は、千葉県佐倉市ユーカリが丘四丁目にある、山万ユーカリが丘線の駅である。

## 歴史
- 1992年（平成4年）12月3日 - 開業[1]。
- 2024年（令和6年）6月15日 - 改札に顔認証乗車システム（ユーカリPASS）を導入[2]。

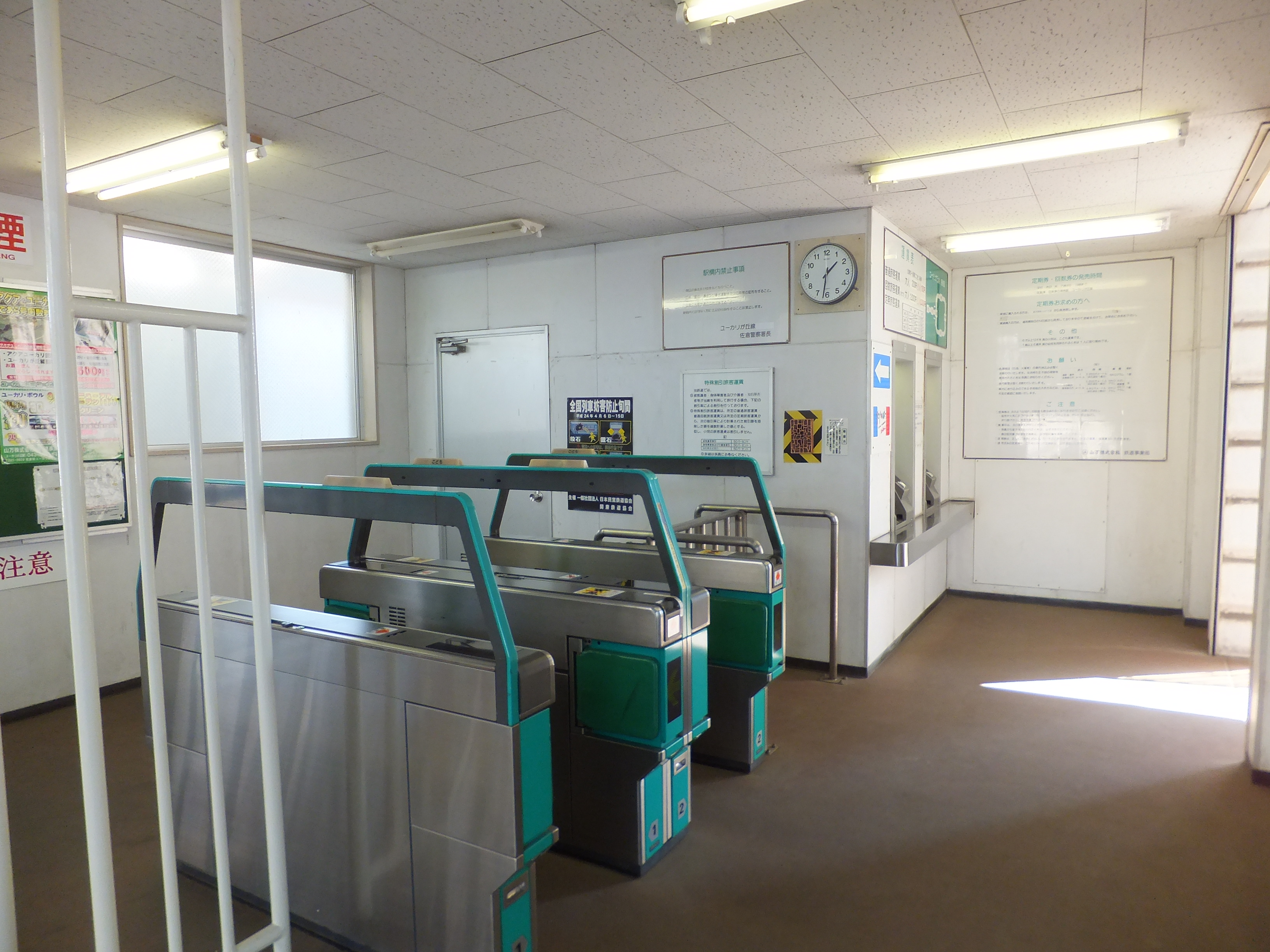
顔認証乗車システム導入前の改札口（2012年4月）

## 駅構造
単式ホーム1面1線を有する高架駅で、地上からホームへの移動は階段のみである。トイレは設置されていない。
駅舎は立体駐車場「ワイパークスカイプラザ・モール」に隣接しており、連絡歩道橋を通じて接続している。

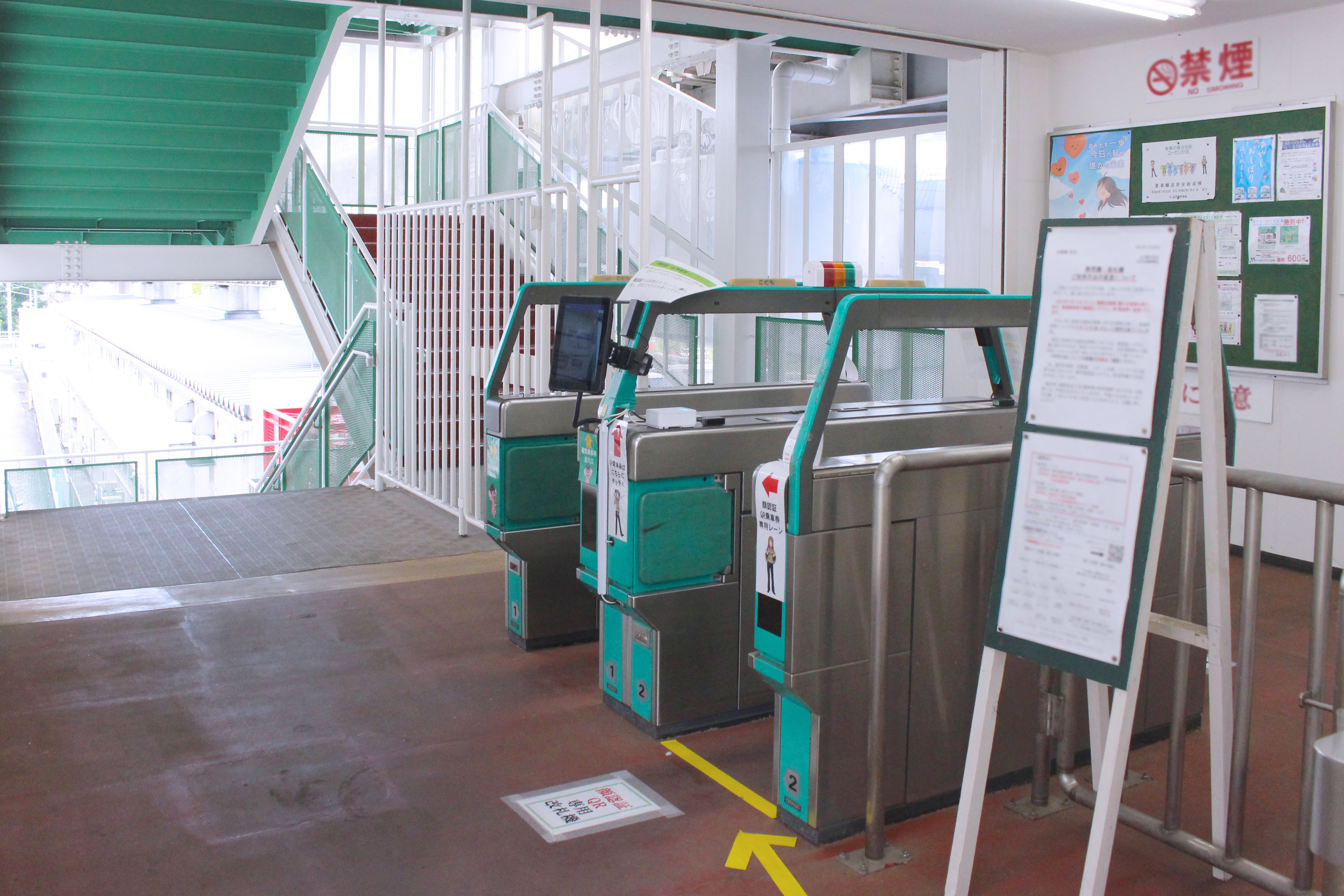
改札口（2024年7月）
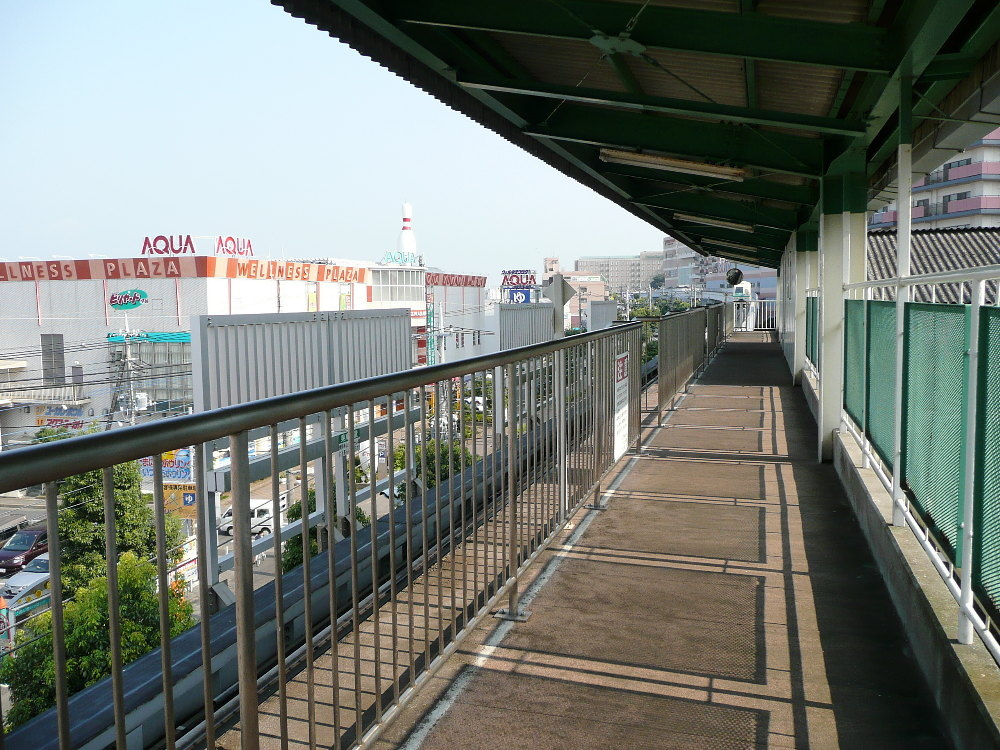
駅ホーム（2007年8月）

## 利用状況
2022年度の1日平均乗車人員は124人である。山万ユーカリが丘線の駅では、6駅中4位。
近年の1日平均乗車人員推移は下記の通り。
| 年度   | 一日平均 乗車人員 |
| ------ | ----------------- |
| 2012年 | 165               |
| 2013年 | 165               |
| 2014年 | 169               |
| 2015年 | 179               |
| 2016年 | 167               |
| 2017年 | 151               |
| 2018年 | 152               |
| 2019年 | 157               |
| 2020年 | 121               |
| 2021年 | 115               |
| 2022年 | 124               |

## 駅周辺
大規模ショッピングセンターや、繁華街のそばにあるためか賑やかである。
- アクア・ユーカリ（スーパー銭湯および娯楽施設の複合体）
- 街ギャラリー（ユーカリが丘の町を紹介する施設）
- イオンタウンユーカリが丘
- スカイプラザ・モール
- ウエルシア ユーカリが丘2号店
- ダイハツ工業千葉販売 ユーカリが丘店
- スカイプラザユーカリが丘（超高層マンション群）
- スカイプラザミライアタワー
- 上座西谷津公園

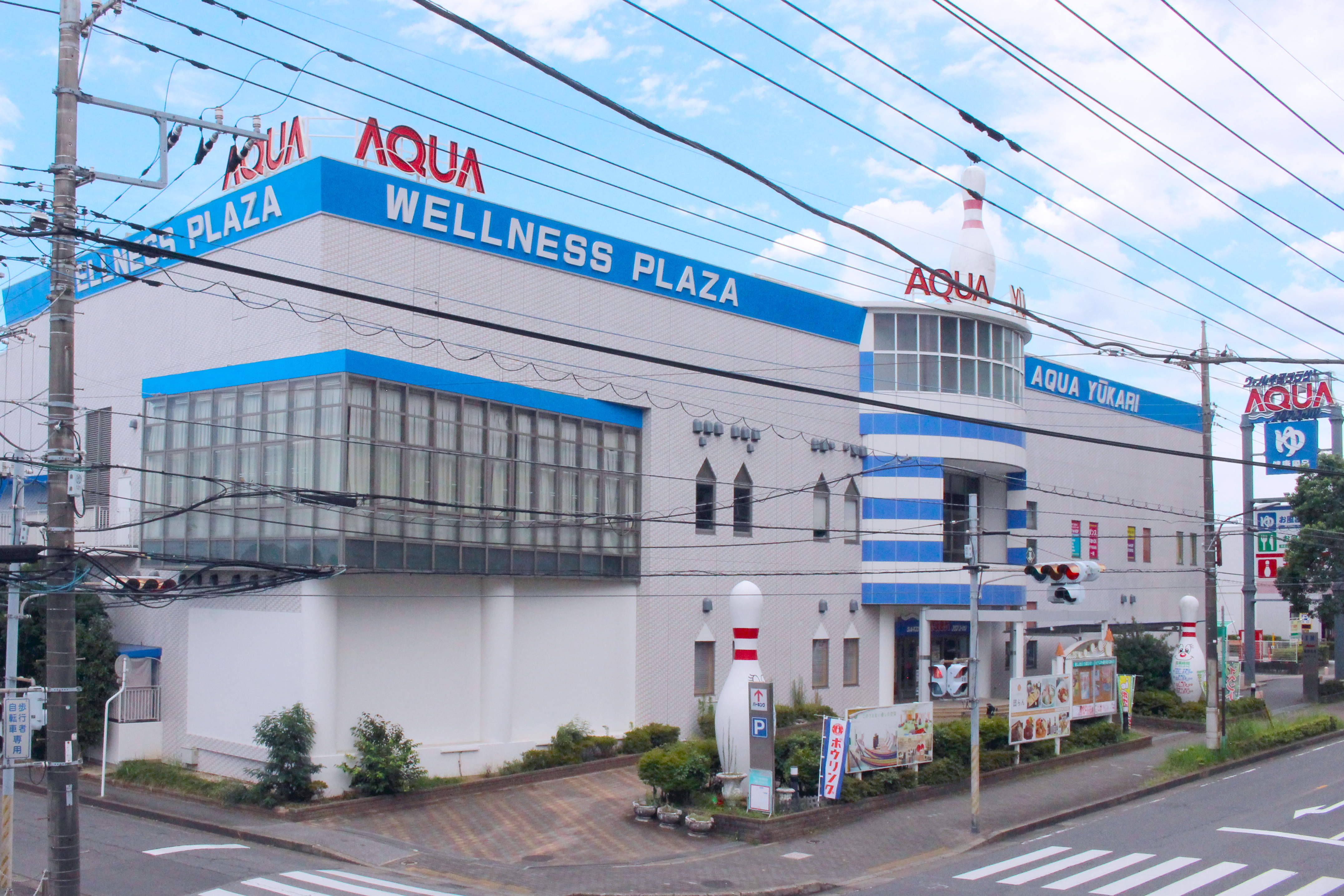
アクア・ユーカリ
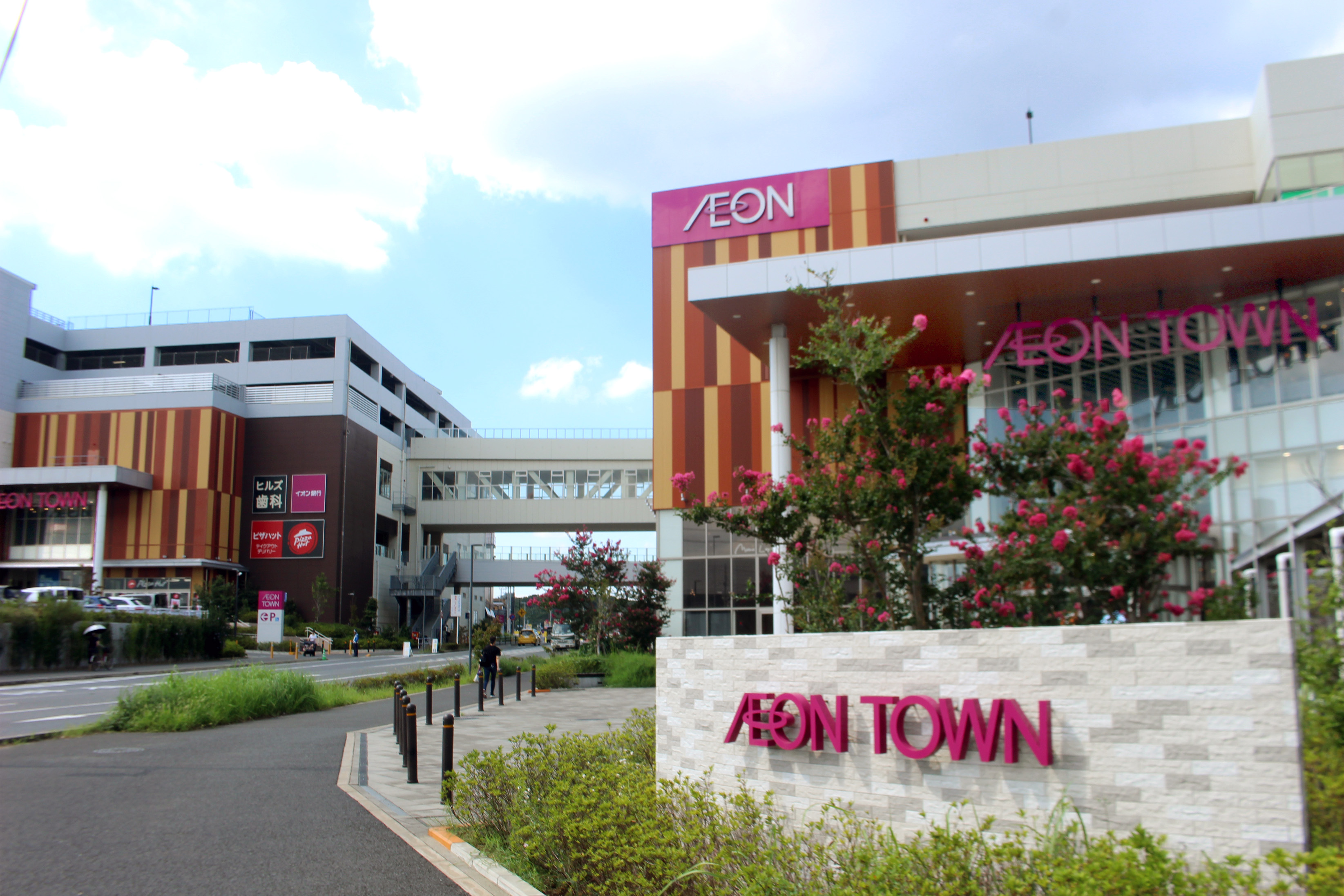
イオンタウンユーカリが丘
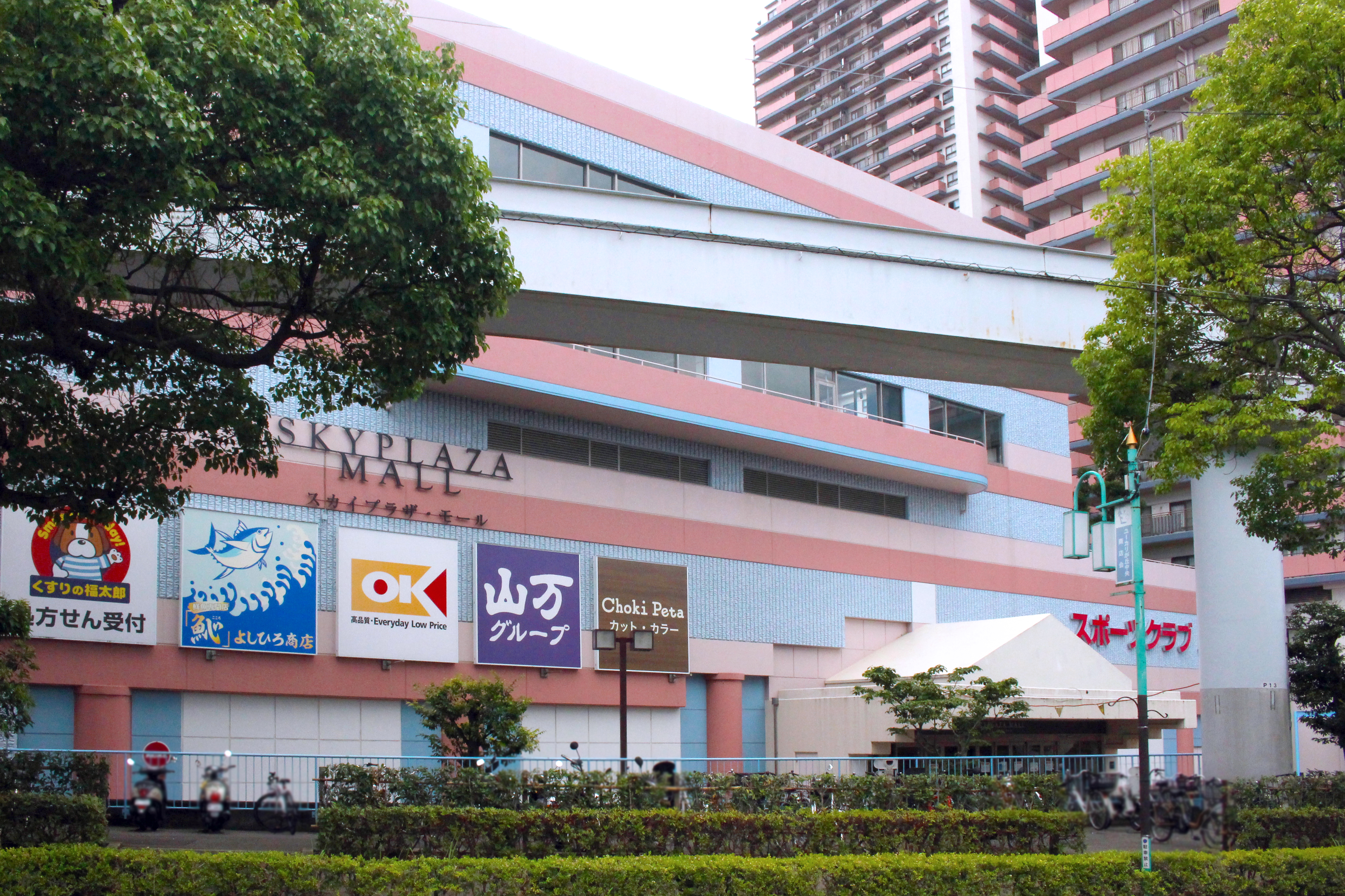
スカイプラザ・モール
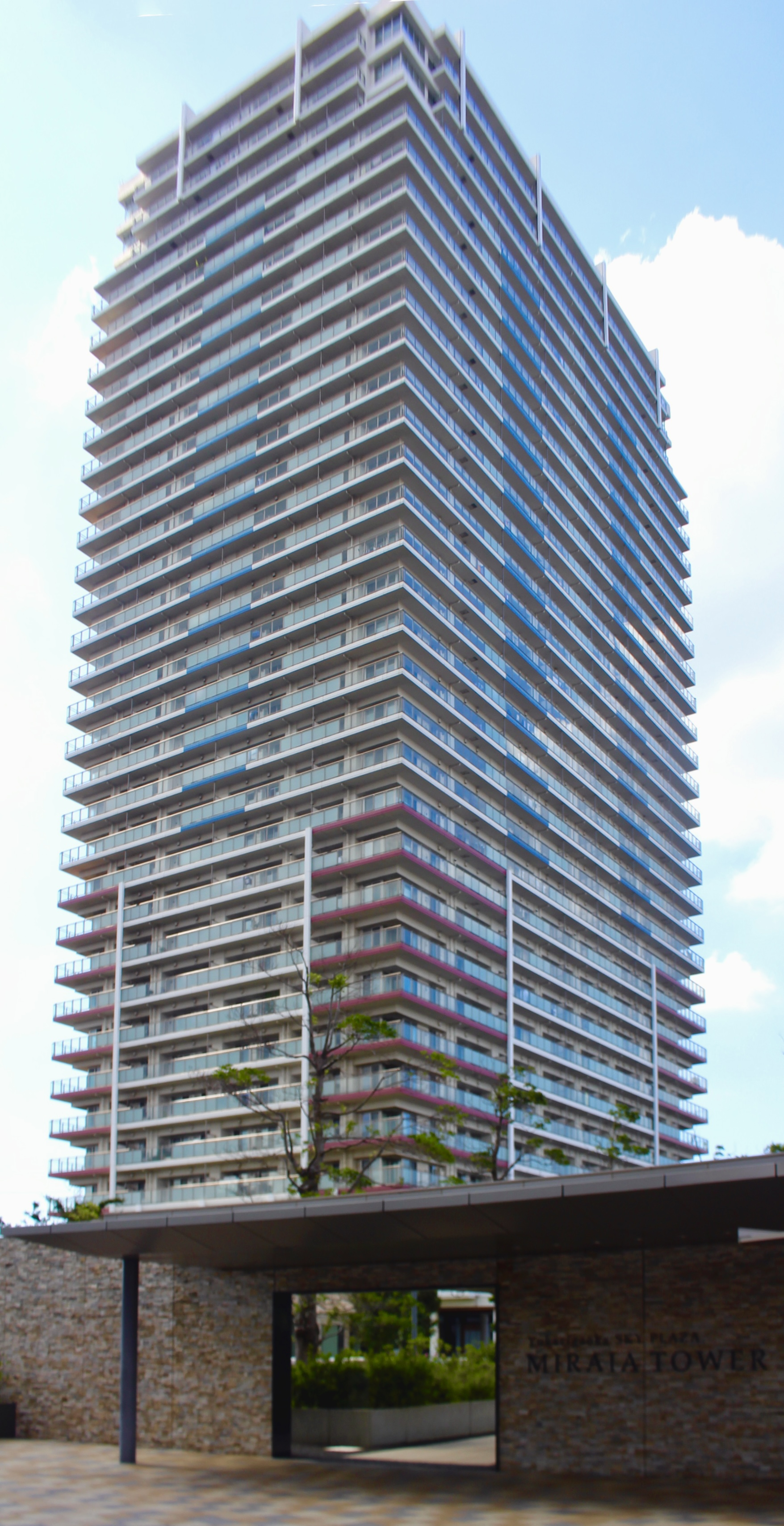
スカイプラザミライアタワー

## 隣の駅
山万
■ユーカリが丘線
ユーカリが丘駅 - 地区センター駅 - 公園駅